# Anthemis
Anthemis là một chi thực vật có hoa trong họ Cúc (Asteraceae).

## Loài
Chi Anthemis gồm các loài: